# Área Administrativa de Pibor
El área administrativa de Pibor es un área administrativa en Sudán del Sur.

## Historia
Desde el comienzo de la independencia de Sudán del Sur, el pueblo Anyuak, Jie, Kachepo y Murle en Jonglei buscaron una mayor autonomía del gobierno del estado de Jonglei dominado por los nuer y dinka. Las resultantes insurrecciones armadas contra el Gobierno de Sudán del Sur GoSS, inicialmente disperso, se fusionaron en el Movimiento / Ejército Democrático de Sudán del Sur (SSDM / A), que a su vez fue finalmente dominado por David Yau Yau y su Facción Cobra. Las negociaciones de paz en la primavera de 2014 llevaron a un compromiso que dividió dos condados de Pibor y Pochalla dentro del estado de Jonglei para crear la nueva área administrativa semiautónoma del Gran Pibor (GPAA).
El área administrativa especial se disolvió después de la creación del Estado de Boma en 2015.
Como resultado de un acuerdo de paz firmado en febrero de 2020, el estado de Boma se disolvió y Pibor se reconstituyó como un área administrativa especial.